# Umri Pragane Balapur
Umri Pragane Balapur là một thị trấn thống kê (census town) của quận Akola thuộc bang Maharashtra, Ấn Độ.

## Nhân khẩu
Theo điều tra dân số năm 2001 của Ấn Độ, Umri Pragane Balapur có dân số 16.262 người. Phái nam chiếm 52% tổng số dân và phái nữ chiếm 48%. Umri Pragane Balapur có tỷ lệ 79% biết đọc biết viết, cao hơn tỷ lệ trung bình toàn quốc là 59,5%: tỷ lệ cho phái nam là 83%, và tỷ lệ cho phái nữ là 74%. Tại Umri Pragane Balapur, 12% dân số nhỏ hơn 6 tuổi.